# Malhamspitzen
Die Malhamspitzen (ursprünglich von Carl Sonklar als Malchamspitze bezeichnet) sind ein mächtiges, viergipfeliges Bergmassiv im Maurerkamm, einer Bergkette in der Venedigergruppe im Nationalpark Hohe Tauern. Sie liegen südlich des Reggentörls (3047 m ü. A.) und sind nur durch wenig ausgeprägte Scharten voneinander getrennt. Die Literatur unterscheidet:
- Nördliche (3368 m ü. A.),
- Mittlere (3318 m ü. A.),
- Südliche (3326 m ü. A.),
- Südlichste Malhamspitze (3226 m ü. A., Lage)

Zu der Gruppe gehört noch das Malhamhorn (3186 m ü. A.).

## Lage und Umgebung
Die Malhamspitzen sind rundum von Gletschern umgeben. Westlich des von Nord nach Süd verlaufenden Kammes der Malhamspitzen liegt, zur Isel entwässernd, das Gubachkees; östlich, den Maurerbach speisend, liegen das Südliche Malhamkees (auch: Böses Wandkees) sowie das tieferliegende, in den letzten Jahren stark zurückgeschmolzene Nördliche Malhamkees.

## Erschließung
Zuerst bestiegen wurden die Spitzen am 12. Juli 1873 von dem Prager Alpinisten Victor Hecht und dem Bergführer Johann Außerhofer über die Westseite von der Clarahütte aus über den Umbalgletscher. Dabei wurden zunächst von Hecht nur vier Spitzen unterschieden.
Über den südlichsten Teil des Simonykees führt der Weg von der Essener-Rostocker Hütte über das Reggentörl nach Westen und weiter über das weitläufige Umbalkees, dann der Isel folgend, zur Clarahütte.

## Einzelnachweise

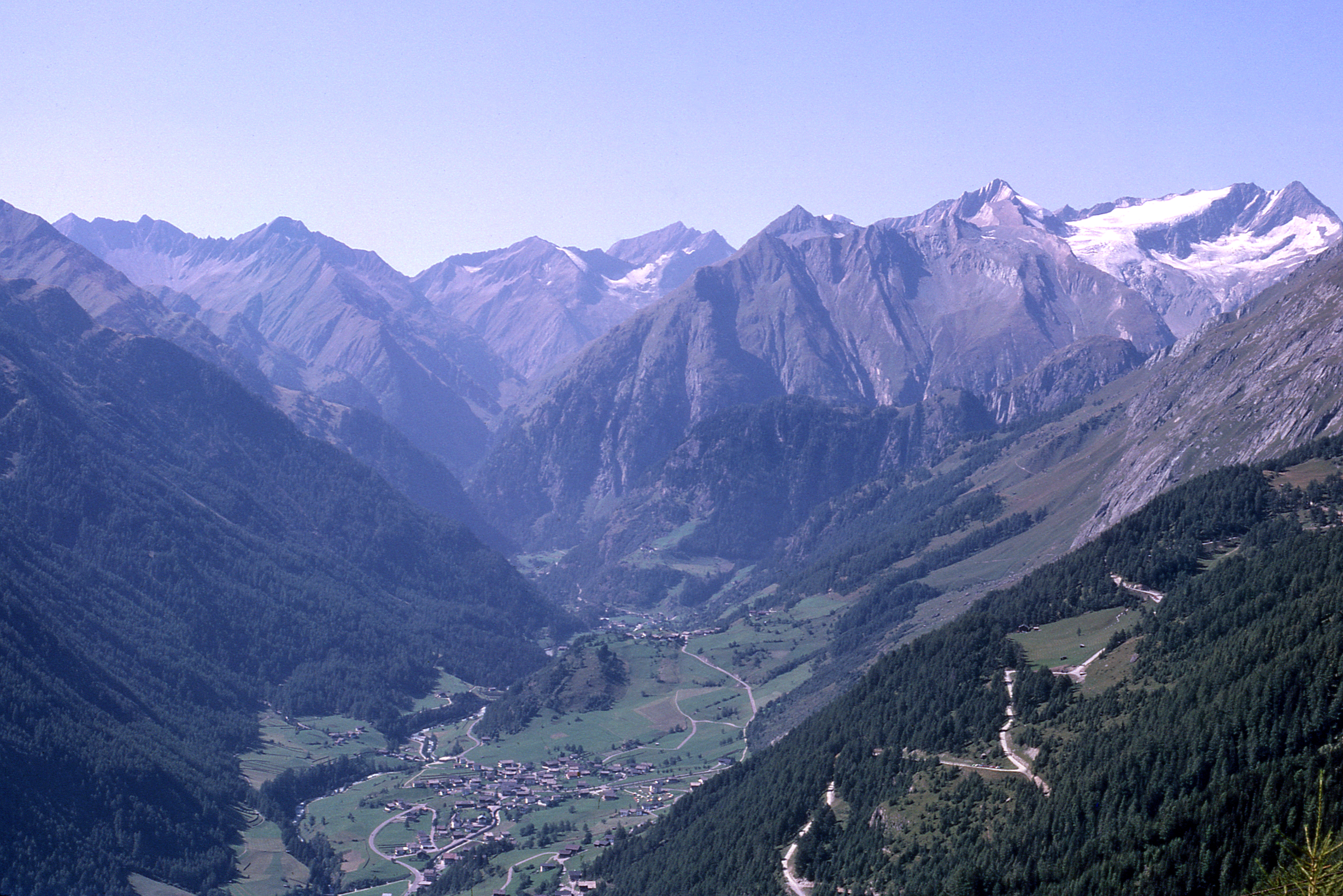
Malhamspitzen von der Niljochhütte (1982)